# 田中美知太郎
田中 美知太郎（たなか みちたろう、1902年（明治35年）1月1日 - 1985年（昭和60年）12月18日）は、日本の哲学者・西洋古典学者。京都大学名誉教授。学位は、文学博士（論文博士・1950年）。戦後日本におけるギリシア哲学の権威。

## 人物・業績
新潟県新潟市出身。ソクラテス・プラトン研究の第一人者として著作を多数出版し、多くの後進を育成した。
1950年（昭和25年）日本西洋古典学会を呉茂一、高津春繁、村川堅太郎、松平千秋等と設立、呉の後任で委員長に就いた（第2代、1956年（昭和31年）-1965年（昭和40年））。他に関西哲学会委員長、地中海学会副会長も務めた。
戦後早くから保守系論客としても活躍した。サンフランシスコ講和条約の際には、多くが多数講和に反対する中で、小泉信三らと共に支持し、1968年（昭和43年）には保守系団体「日本文化会議」（1994年（平成6年）解散）の設立に参画、終身理事長を務めた。
著書「敢えて言う」の中で、このように言い残している。

## 略歴
- 旧制東京開成中学校卒業後、上智大学予科第1年2学期編入、本科中退
- 1926年（大正15年）、京都帝国大学（現：京都大学）文学部哲学科選科修了[2]
- 1928年（昭和3年）、法政大学文学部講師
- 1930年（昭和5年）、東京文理科大学（後の東京教育大学）講師
- 1945年（昭和20年）5月25日、東京大空襲で大火傷を負い[2]、東京都杉並区の河北病院に手術入院する。生死の境を2週間も彷徨うが、奇跡的に一命を取り留める。
- 1947年（昭和22年）、京都帝国大学文学部助教授[2]
- 1950年（昭和25年）、京都大学文学部教授[2]、『ロゴスとイデア』で文学博士（京都大学）
- 1965年（昭和40年）、京都大学名誉教授
- 1966年（昭和41年）、龍谷大学文学部教授（ - 1976年）[2]

## 受賞・栄典
- 1947年（昭和22年）- 毎日出版文化賞
- 1970年（昭和45年）- 読売文学賞
- 1972年（昭和47年）- 文化功労者[2][1]
- 1973年（昭和48年）- 勲二等瑞宝章、ギリシャ・フェニックス十字勲章[2]
- 1978年（昭和53年）- 文化勲章[2]
- 1982年（昭和57年）- 京都市名誉市民[5]
- 1985年（昭和60年）- 従三位、勲一等瑞宝章[2]（没時叙位陞勲）
- 1987年（昭和62年）- 物集索引賞

## 著作一覧
※は各・電子書籍で再刊

### 単著
- 『ソフィスト』弘文堂教養文庫 1941年、筑摩書房 1957年、講談社学術文庫 1977年※
- 『ギリシア人の智慧』古今書院 1942年、中央公論社 1947年
- 『言論の自由について』生活社 1946年
- 『愛国心について ソクラテスの場合』生活社 1946年
- 『古典的世界から 解説と評論』中央公論社 1946年
- 『ヒューマニズムの歴史』史学社 1947年
- 『ロゴスとイデア』岩波書店 1947年／文春学藝ライブラリー 2014年
- 『ギリシア研究とヒューマニズム』要書房 1947年
- 『近代思想と古代哲学』みすず書房 1948年
- 『ヒューマニズムの意味』史学社 1948年
- 『政治的関心』思索社 1948年
- 『哲学初歩』岩波書店〈岩波全書〉1950年、新版1984年／岩波現代文庫 2007年
- 『西洋古代哲学史』弘文堂アテネ文庫 1951年 復刻2010年
- 『哲学的人生論』河出書房（市民文庫）1951年 新版1954年。実業之日本社〈実日新書〉1970年
- 『善と必然との間に 人間的自由の前提となるもの』岩波書店 1952年、新版1977年、1993年
- 『古典の智慧』河出書房〈河出新書〉1953年
- 『哲学のために』新潮社〈一時間文庫〉1954年。第三文明社〈レグルス文庫〉1977年
- 『原子力時代に思ふ 囘想と批評』新潮社 1954年
- 『思想の遠近』新潮社 1956年
- 『片隅からの発言』筑摩書房 1956年
- 『考えることのよろこび 哲学と人生』河出書房 1956年（河出新書）。雪華社 1965年
- 『ソクラテス』岩波新書 1957年※
- 『敢えて言う 政治・哲学論集』中央公論社 1958年
- 『自分の考えを大切にしよう』知性社 1958年（知性選書）
- 『正説と逆説』新潮社 1959年
- 『哲学的人生観』河出書房新社 1959年
- 『思ったこと考へたこと』有信堂 1960年
- 『学習帳から』新潮社 1962年
- 『自分のこと 世界のこと』文藝春秋新社 1965年
- 『古典の世界から』講談社（名著シリーズ） 1966年
- 『古典への案内－ギリシア天才の創造を通して』岩波新書 1967年
- 『哲学のために 思想との対話8』講談社 1968年
- 『学問論 現代における学問のあり方』筑摩書房（筑摩総合大学）1969年 - 選書判
- 『人生論風に』新潮社〈新潮選書〉1969年
- 『ツキュディデスの場合 歴史記述と歴史認識』筑摩書房 1970年
- 『直言、そして考察 今日の政治的関心』講談社 1971年
- 『時代と私』文藝春秋 1971年 新装版1984年
- 『プラトン「饗宴」への招待』筑摩書房（私の古典）1971年 - 選書判
- 『読書と思索』第三文明社〈レグルス文庫〉1972年 - 新書判（オンデマンド版も刊）
- 『古典学徒の信条』文藝春秋（人と思想） 1972年 - 選集
- 『哲学入門』講談社学術文庫 1976年※
- 『巻頭随筆』文藝春秋 1978年、新装版1984年
- 『生きることの意味』藤森書店（人生の本） 1978年。学術出版会 2010年 - 復刻
- 『思想に強くなること』文藝春秋 1978年
- 『プラトン』全4巻 岩波書店 1979 - 1984年
1 生涯と著作、2・3 哲学、4 政治理論
- 『自由社会の将来』聖教新聞社 1980年（文化教養シリーズ）- 小冊子
- 『田中美知太郎集 現代の随想7』彌生書房 1981年。北嶋美雪編
- 『生きること考えること』彌生書房 1982年、新装版1987年、1995年
- 『市民と国家 政治論集』サンケイ出版 1983年
- 『人間であること』文藝春秋 1984年／文春学藝ライブラリー 2018年
- 『古代哲学史』筑摩書房〈筑摩叢書〉1985年／講談社学術文庫 2020年※。解説國分功一郎
- 『今日の政治的関心』文藝春秋 1986年
- 『哲学からの考察 自然と人間』岩波書店 1986年
- 『哲学談議とその逸脱』新潮選書 1986年
- 『戦後四十年の発言 政治・教育・社会』筑摩書房 1987年。加来彰俊・北嶋美雪編
- 『戦争と平和　田中美知太郎 政治・哲学論集』中公文庫 2024年※ - 文庫新版・17篇、解説猪木武徳

### 全集
- 『田中美知太郎全集』（全14巻：筑摩書房、1968 - 1971年、復刊1977年）。増補版の収録内容は、前半部は旧版と同一
- 『田中美知太郎全集』（増補決定版・全26巻：筑摩書房、1987 - 1990年）。最終巻に別冊「全集総目次・著作索引」
  1. 『ロゴスとイデア 善と必然との間に』
  2. 『哲学とその根本問題 哲学初歩 哲学への案内 ほか』
  3. 『ソフィスト ソクラテス 西洋古代哲学史』
  4. 『古典への案内 ほか』
  5. 『古典研究における解釈の問題 ほか』
  6. 『古代哲学 ほか』
  7. 『ギリシア人の知慧 古典的世界から ギリシア研究とヒューマニズム』
  8. 『哲学的人生論 思想と行動 ほか』
  9. 『思想の遠近 正説と逆説 学習帳から』
  10. 『政治的関心 ほか』
  11. 『論壇時評』
  12. 『ツキュディデスの場合』
  13. 『時代と私 回想と追悼 ほか』
  14. 『人生論風に 学問論』
  15. 『巻頭随筆 旅の至点 ほか』
  16. 『政治的発言』
  17. 『古典学徒の信条 人間であること ほか』
  18. 『哲学談義とその逸脱 プラトン『饗宴』への招待 ほか』
  19. 『哲学からの考察 プラトン・アリストテレス・プロティノス解説 ほか』
  20. 『プラトン 翻訳篇Ⅰ』
  21. 『プラトン 翻訳篇Ⅱ』
  22. 『アリストテレス・プロティノス ほか 翻訳篇Ⅲ』
  23. 『プラトンⅠ』
  24. 『プラトンⅡ』
  25. 『プラトンⅢ』
  26. 『プラトンⅣ』

共著
- 松平千秋共著『ギリシア語文法』創元社 1950年、岩波書店 1981年
- 松平千秋共著『ギリシア語入門』岩波書店 1951年、岩波全書 1962年、改訂版1983年、新装単行版2012年
- 森進一共著『哲學』通信教育大学講座 1966年
- 『アクロポリス』講談社 1968年 - 解説（原色写真文庫）
- 『対話集 プラトンに学ぶ』日本文芸社 1994年

### 翻訳
- ヴィンデルバンド『プラトン』出隆共訳 大村書店 1924年
- プラトン『テアイテトス』岩波書店 1938年、岩波文庫 1966年 改版2014年。ISBN 4003580028
- 『ヘラクレイトスの言葉』弘文堂・アテネ文庫 1948年。『古代哲学史』筑摩叢書 1985年
- プロチノス『善一者について』創元社 1948年
  - 『善なるもの一なるもの』岩波文庫 1961年 復刊1997年ほか。他は「三つの原理的なものについて」
  - 『エネアデス〈抄〉 I・II』中央公論新社〈中公クラシックス〉 2007年。分担訳で収録
- 『プラトン著作集1 ゴルギアス』、『2 パイドロス』藤沢令夫共編、岩波書店 1957 - 1960年
- プラトーン『ソークラテースの弁明・クリトーン ほか』新潮文庫 1968年、改版2005年。ISBN 4102027017。他は「パイドーン」池田美恵訳
  - 『ソクラテスの弁明・クリトン ほか』中公クラシックス 2002年
- 『プラトン全集』岩波書店（全15巻）1974-1978年。藤沢令夫と監修、以下を担当
  - 「1 ソクラテスの弁明 クリトン ほか」、「2 テアイテトスほか」
  - 「4 パルメニデス ピレボス」、「6 アルキビアデスI ほか」、「11 クレイトポン ほか」
- エウリピデス「エレクトラ」
  - 『世界古典文学全集9 エウリピデス』筑摩書房 1965年
  - 『ギリシア悲劇Ⅳ エウリピデス（下）』ちくま文庫 1986年
- アリストパネス「雲」
  - 『世界古典文学全集12 アリストパネス』筑摩書房 1964年
  - 『ギリシア喜劇Ⅰ アリストパネス（上）』ちくま文庫 1986年

※以下は編者代表・責任編集
- 『世界文学大系3 プラトン』筑摩書房 1959年、新版「筑摩世界文学大系」1972年
- 『プラトン名著集』新潮社 1963年
- 『ギリシア劇集』新潮社 1963年
- 『世界文学大系63 ギリシア思想家集』筑摩書房 1965年
- 『世界古典文学全集14・15 プラトン I・II』、『16 アリストテレス』筑摩書房 1964 - 1970年
- 『プロティノス全集』中央公論社 1986-1987年（全4巻別巻1）。監修
  - 元版は「世界の名著」。他にプラトン (I・II)・アリストテレスを責任編集